# Pseudoleistes guirahuro
Pseudoleistes guirahuro là một loài chim trong họ Icteridae.
Nó được tìm thấy ở Argentina, Brazil, Paraguay, và Uruguay, nơi mà môi trường sống tự nhiên của chúng là vùng cây bụi khô, đầm lầy và đồng cỏ.